# Metachorema
Metachorema är ett släkte av nattsländor. Metachorema ingår i familjen Hydrobiosidae.
Kladogram enligt Catalogue of Life:
| Metachorema | \| \| Metachorema gregarium \| \| \| \| \| \| Metachorema griseum \| \| \| \| |
|             | \| \| Metachorema gregarium \| \| \| \| \| \| Metachorema griseum \| \| \| \| |
|             | Metachorema gregarium                                                         |
|             |                                                                               |
|             | Metachorema griseum                                                           |
|             |                                                                               |

## Bildgalleri

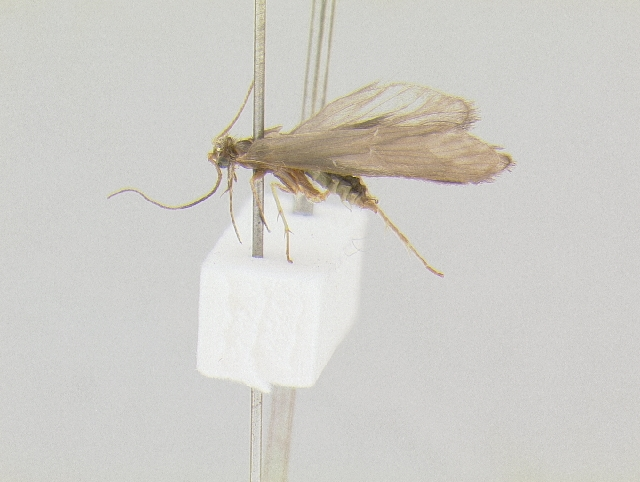